# Жан Гальфйон
Жан Гальфйон (фр. Jean Galfione; нар. 9 червня 1971, Париж, Франція) — французький легкоатлет, що спеціалізується на стрибках з жердиною, олімпійський чемпіон 1996 року.

## Кар'єра
| Рік                 | Змагання                       | Місто                | Місце               | Примітки            |                     |
| Представник Франція | Представник Франція            | Представник Франція  | Представник Франція | Представник Франція | Представник Франція |
| ------------------- | ------------------------------ | -------------------- | ------------------- | ------------------- | ------------------- |
| 1989                | Чемпіонат Європи серед юніорів | Вараждин, Югославія  | 9                   | 5.10 м              |                     |
| 1991                | Чемпіонат світу в приміщенні   | Севілья, Іспанія     | 12                  | 5.40 м              |                     |
| 1991                | Чемпіонат світу                | Токіо, Японія        | 10                  | 5.40 м              |                     |
| 1992                | Чемпіонат Європи в приміщенні  | Генуя, Італія        | 4                   | 5.60 м              |                     |
| 1992                | Олімпійські ігри               | Барселона, Іспанія   | 13 (кв.)            | 5.50 м              |                     |
| 1993                | Чемпіонат світу в приміщенні   | Торонто, Канада      | 3                   | 5.80 м              |                     |
| 1993                | Універсіада                    | Баффало, США         | 3                   | 5.60 м              |                     |
| 1993                | Чемпіонат світу                | Штутгарт, Німеччина  | 8                   | 5.70 м              |                     |
| 1994                | Чемпіонат Європи в приміщенні  | Париж, Франція       | 2                   | 5.80 м              |                     |
| 1994                | Чемпіонат Європи               | Гельсінкі, Фінляндія | 3                   | 5.85 м              |                     |
| 1995                | Чемпіонат світу                | Гетеборг, Швеція     | 3                   | 5.86 м              |                     |
| 1996                | Чемпіонат Європи в приміщенні  | Стокгольм, Швеція    | —                   | NM                  |                     |
| 1996                | Олімпійські ігри               | Атланта, США         | 1                   | 5.92 м              |                     |
| 1997                | Чемпіонат світу                | Афіни, Греція        | 12                  | NM                  |                     |
| 1998                | Чемпіонат Європи в приміщенні  | Валенсія, Іспанія    | 8                   | 5.50 м              |                     |
| 1998                | Чемпіонат Європи               | Будапешт, Угорщина   | 3                   | 5.76 м              |                     |
| 1999                | Чемпіонат світу в приміщенні   | Маебасі, Японія      | 1                   | 6.00 м              |                     |
| 1999                | Чемпіонат світу                | Севілья, Іспанія     | 11                  | NM                  |                     |
| 2000                | Олімпійські ігри               | Сідней, Австралія    | 16 (кв.)            | 5.55 м              |                     |
| 2005                | Чемпіонат Європи в приміщенні  | Мадрид, Іспанія      | 6                   | 5.60 м              |                     |
| 2005                | Чемпіонат світу                | Гельсінкі, Фінляндія | 13 (кв.)            | 5.45 м              |                     |